# 페드로 필립 안투네스 마티아스 실바 프랑코
프랑코(포르투갈어: Pedro Filipe Antunes Matias Silva Franco, 1979년 7월 5일 ~ )는 포르투갈 출신의 전 축구 선수이다. 2005년 FC 서울에서 활약하였으며 K리그에 등록된 공식 한글 이름은 프랑코이다.

## 클럽 경력
2005년 FC 서울에 입단하여 K리그 정규리그 (11경기, 1득점, 0도움)와 리그컵 (8경기 1득점, 0도움) 통산 19경기 출장, 2득점, 0도움의 기록을 남겼다.